# Kälsjön, Ångermanland
Kälsjön är en sjö i Ragunda kommun och Sollefteå kommun i Ångermanland och ingår i Ångermanälvens huvudavrinningsområde. Sjön har en area på 2,02 kvadratkilometer och ligger 383 meter över havet. Sjön avvattnas av vattendraget Kälån.

## Delavrinningsområde
Kälsjön ingår i det delavrinningsområde (700707-153932) som SMHI kallar för Utloppet av Kälsjön. Medelhöjden är 396 meter över havet och ytan är 9,21 kvadratkilometer. Det finns inga avrinningsområden uppströms utan avrinningsområdet är högsta punkten. Kälån som avvattnar avrinningsområdet har biflödesordning 6, vilket innebär att vattnet flödar genom totalt 6 vattendrag innan det når havet efter 96 kilometer. Avrinningsområdet består mestadels av skog (50 procent) och sankmarker (19 procent). Avrinningsområdet har 2,03 kvadratkilometer vattenytor vilket ger det en sjöprocent på 22 procent.